# دومينيك كارتر
دومينيك كارتر (بالإنجليزية: Dominic Carter)‏ هو ممثل بريطاني، ولد في 1953.

## أعمال

### أفلام
- (2006) إنسايد مان[4]

### مسلسلات
- صراع العروش

## وصلات خارجية
- دومينيك كارتر على موقع IMDb (الإنجليزية)
- دومينيك كارتر على موقع ألو سيني (الفرنسية)
- دومينيك كارتر على موقع قاعدة بيانات الفيلم (الإنجليزية)
- دومينيك كارتر على موقع كينوبويسك (الروسية)